# 世界警察消防競技大会
世界警察消防競技大会（World Police and Fire Games）は、世界の警察官や消防士が参加する2年に1度の総合競技大会である。世界警察消防競技大会連盟本部が主催しており、日本では日本警察消防スポーツ連盟が支局として活動している。

## 歴史
1985年、アメリカ・カリフォルニア州警察の警察官らがスポーツ振興を目的とした第1回カリフォルニア州警察オリンピックを開催した。このオリンピックは世界各地の警察官から絶賛され、同年に第1回世界警察消防オリンピックが同州サンノゼで開催された。
大会は約10000人の警察官・消防士が参加し、60を超える種目で行われる。参加人数としてはオリンピックに次ぐ規模になっている。

## 競技種目
- アーチェリー
- バドミントン
- ベースボール
- バスケットボール
- ビーン・バック・トス（Bean Bag Toss 英語版）
- ベンチプレス
- バイアスロン
- ボディビルディング
- ボウリング
- ボクシング
- クロスカントリー
- クロスフィット
- サイクリング
- ダーツ
- デカスロン（十種競技）
- ドッジボール
- ドラゴンボート
- フラッグフットボール
- ゴルフ
- ハーフマラソン
- ホースシュー（蹄鉄）（Horseshoes 英語版）
- アイスホッケー
- 柔道
- 空手
- モトクロス
- ラグビー
- ショットガン
- サッカー
- ソフトボール
- ステアレース
- 水泳
- 卓球
- テコンドー
- テニス
- 陸上
- トライアスロン
- バレーボール
- レスリング

## 開催都市
- 1985年：アメリカ・カリフォルニア州・サンノゼ
- 1987年：アメリカ・カリフォルニア州・サンディエゴ
- 1989年：カナダ・バンクーバー
- 1991年：アメリカ・テネシー州・メンフィス
- 1993年：アメリカ・コロラド州・コロラドスプリングス
- 1995年：オーストラリア・メルボルン
- 1997年：カナダ・カルガリー
- 1999年：スウェーデン・ストックホルム
- 2001年：アメリカ・インディアナ州・インディアナポリス
- 2003年：スペイン・バルセロナ
- 2005年：カナダ・ケベック・シティ
- 2007年：オーストラリア・アデレード
- 2009年：カナダ・バンクーバー
- 2011年：アメリカ・ニューヨーク州・ニューヨーク
- 2013年：北アイルランド・アントリム県・ベルファスト
- 2015年：アメリカ・バージニア州・リッチモンド
- 2017年：アメリカ・カルフォルニア州・ロサンゼルス
- 2019年：中国・四川省・成都市